# Земгальська дивізія
Земгальська дивізія (4. Zemgales kājnieku divīzija) — бойове з'єднання  Латвійської армії. Сформована на початку 1920 і була четвертою за часом формування. Назва на честь Семигалії (Земгале) — історичної області у Латвії.

## Історія
Штаб дивізії сформований на основі штабу Нижньокурземського військового округу, яким командував полковник Оскарс Данкерс.
До складу дивізії увійшли 10-й Айзпутський, 11-й Добельський і 12-й Бауський піхотні полки, Земгалський артилерійський і 1-й кавалерійський полки.
Наприкінці травня 1920 дивізії виведені на російсько-латвійську демаркаційну лінію, зайнявши південну ділянку фронту від  Освейського озера до річки  Даугави.
Під час російсько-польської війни частини дивізії поширили контроль на південь від  Даугави, на територію на південь від міста Даугавпілс — землі, на які претендувала Польща.
Під час  польсько-литовської війни (жовтень 1920) частини дивізії (12-й Бауський піхотний полк) зайняли частину  Ілукстського повіту, зайнятого литовцями. З 1921 дивізія дислокувалася в Даугавпілсі.
1940, після російської окупації Латвії, національна армія перетворена на 24-й стрілецький корпус РККА СССР. 183-тя стрілецька дивізія СССР створена із Земгальської і Латгальської дивізій колишньої Латвійської армії.

## Командувачі
- Полковник Оскарс Данкерс, з січня 1920 по січень 1932 р.
- Генерал Мартіньш Хартманіс, з січня 1932 по лютий 1933 р.
- Генерал Рудольф Бангерський, з лютого 1933 по жовтень 1936 р.
- Генерал Жаніс Бах, з жовтня 1936 до 1940 р.